# 장준영 (1906년)
장준영(張俊英, 일본식 이름: 張永俊英조에이 슌에이, 張營俊英조에이 슌에이, 1906년 5월 15일 ~ 1975년 12월 23일)은 일제강점기의 관료로, 본적은 강원도 영월군 영월면이다.

## 생애
1928년 9월 동아일보 영월지국장을 역임했으며 1931년부터 1935년 관동운수주식회사 이사 및 사장을 역임했다. 1933년 5월 10일과 1937년 5월 10일 강원도 민선 도회의원으로 임명되었고 1938년부터 1939년까지 매일신보 찬성인(1938년 4월), 강원도평창주조조합 평의원, 강원사범학교기성회 발기인(1938년 8월), 매일신보 강원도 영월지국장(1938년 10월), 영월군청사신축기성회 회장(1939년 6월), 영월철도기성회 대표(1939년 11월)를 차례로 역임했다.
1939년 11월 강원도 정선군 북면 소재 토지 904,000평(2,988,429.75m2)에 대한 광업권을 설정했으며 영월학교 및 영월군 청사 신축 자금으로 10,000원을 기부했다. 1940년 1월 일본적십자사로부터 유공장을 받았고 1941년 3월 강원신사 조영비로 10,000원을 헌납했다. 1941년 5월 평안북도 후창군 소재 토지 1,000,000평(3,305,785.12m2)에 대한 광역권을 설정했으며 1941년 5월 10일 강원도 관선 도회의원으로 임명되었다. 1941년 10월 조선임전보국단 강원도지부 발기인으로 참여했고 1942년 2월 영월육영사업기금으로 60,000원을 기부했다.
1942년 6월 3일부터 1945년 8월 광복 때까지 조선총독부 중추원 참의를 역임했으며 1942년 9월 원목생산조합 강원도 설립위원, 1944년 9월 조선총독부 상공경제회 설립위원을 역임했다. 친일파 708인 명단의 중추원 부문, 민족문제연구소의 친일인명사전 수록자 명단의 중추원 부문, 친일반민족행위진상규명위원회가 발표한 친일반민족행위 705인 명단에 포함되었다.

## 참고자료
- 친일반민족행위진상규명위원회 (2009). 〈장준영〉. 《친일반민족행위진상규명 보고서 Ⅳ-15》. 서울. 588~599쪽.